# Vídeňská krev
Vídeňská krev (německy Wiener Blut) je opereta, kterou zkomponoval Johann Strauss mladší. Premiéra se konala 25. října 1899 ve vídeňském divadle Carltheater. Libreto napsali Victor Léon a Leo Stein. Opereta vznikla díky snaze Franze von Jaunera, ředitele Carltheater, získat Strausse na napsání operety pro své divadlo. Straussovi se nabídnuté libreto líbilo, ale byl už příliš stár a nechtělo se mu komponovat zcela novou operetu. Proto vybral společně s Adolfem Müllerem vhodnou hudbu z několika svých starších symfonických děl (hlavně z polek Vergnügungszug op. 281, Gut bürgerliche op. 282, Deutscher Kriegermarsch op. 284 a valčíků Wiener Blut op. 354, Myrtenblüthen op. 395, Neu Wien op. 342). Mezitím však onemocněl a nedokázal už dílo dokončit. Většinu práce proto převzal Adolf Müller, který byl dříve dirigentem v Theater an der Wien. Johann Strauss se premiéry tedy nedožil. Opereta zpočátku neměla úspěch – pravděpodobně proto, že publikum očekávalo spíše něco nového než staré známé melodie v novém zpracování. Neúspěch přispěl ke krachu Carltheater a jeho ředitel Jauner spáchal sebevraždu.
Cesta operety k úspěchu začala až o šest let později, když ji dne 26. října 1905 uvedlo Theater an der Wien. Od té doby je dílo jedním z nejčastěji hraných operet. V češtině byla hrána poprvé v roce 1926 pod názvem Pražská krev.

## Obsah

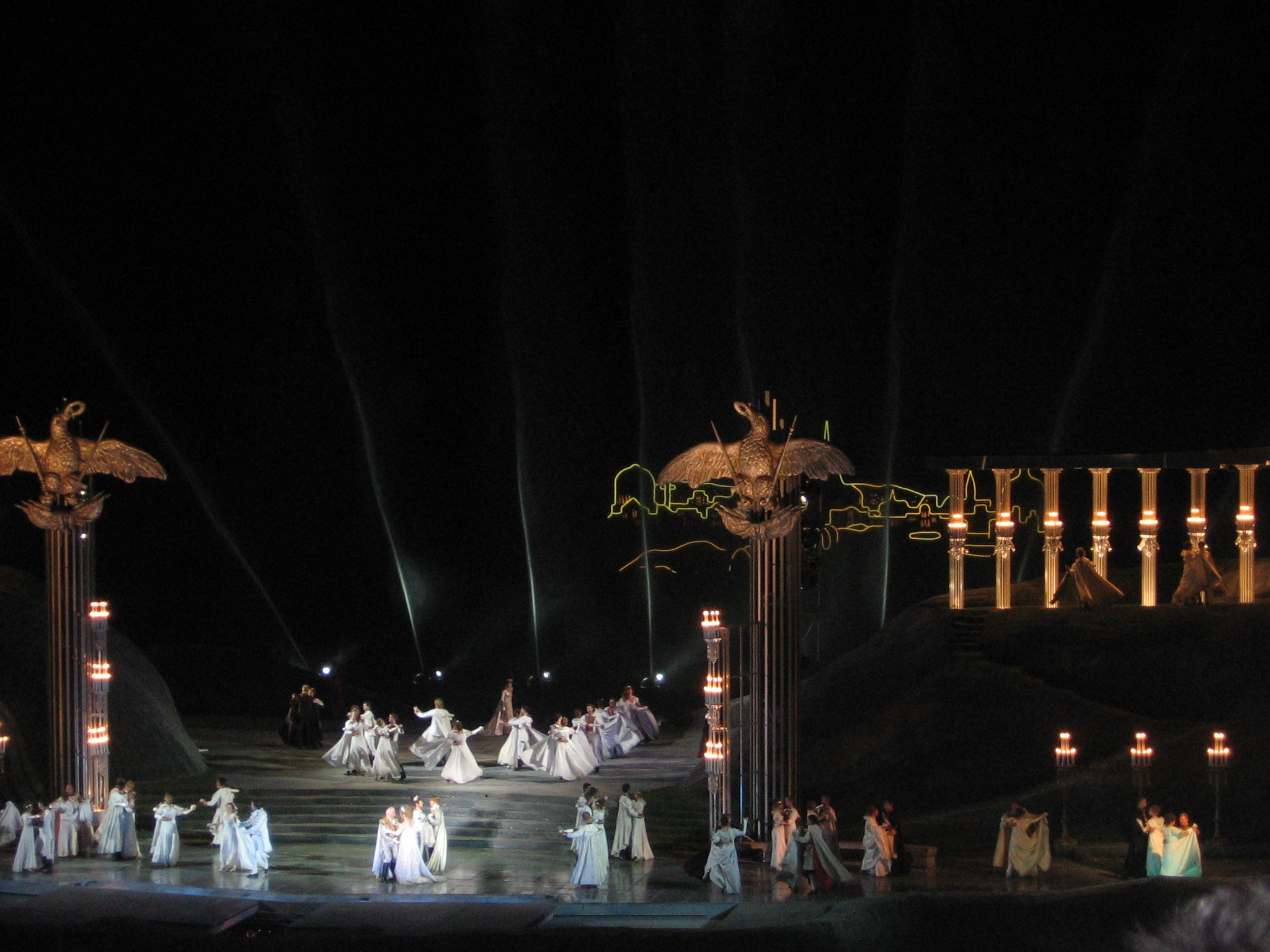
Představení operety Vídeňská krev na operetním festivalu v Mörbisch, Rakousko

### I. dějství
Hrabě Zedlau, velvyslanec malého knížectví Reuss-Schleiz-Greiz ve Vídni, je velký sukničkář. Žije v přepychové vile s tanečnicí Franziskou Cagliari. Její otec by rád hraběte poznal, ale netuší, že hrabě je ženatý. Hrabě se momentálně zamiloval do služky Pepi, kterou viděl u švadleny své manželky a Franzi zanedbává. Přesto se mu stále daří přesvědčovat ji o své lásce. Společně se svým sluhou Josefem píší dopis, aby vylákali novou hraběcí lásku někam na schůzku, přičemž Jozef netuší, že jde právě o Pepi, která je jeho nevěstou. Do domu hraběte přichází Pepi, aby předala Franzi šaty, ve kterých má tančit na Vídeňském kongresu. Šaty jsou jí však malé a už není čas je opravit. Jediným východisken je, aby na bále tančila Pepi, jíž šaty pasují dobře.
Do vily přichází i kníže a ministerský předseda knížectví Reuss-Schleiz-Greiz, Ypstein, který hledá hraběte. Ve vile najde Franzi, kterou považuje za Zedlauovu manželku a velmi mu „padne do oka“. Naopak, když se nečekaně objeví i skutečná hraběnka, chová se k ní hrubě, protože ji považuje za milenku hraběte. Hrabě Zedlau vyděšeně vidí trapnou situaci. Knížeti nechce přiznat pravdu a ani svou manželku netouží představit své milence, takže požádá Ypsteina o „pomoc“. Ten v domnění, že zachraňuje situaci, představí před Franzi hraběnku jako svou manželku. Hraběnka je nejprve velmi překvapená, ale když vidí, že i manžel se k ní chová jako k Ypsteinově manželce, začne se na situaci dobře bavit a ochotně s Ypsteinem odchází.

### II. dějství
Na Vídeňském kongresu si po porážce Napoleona velmoci rozdělují Evropu. Pepi zde má taneční vystoupení namísto Franzi. Hrabě jí předává dopis, ve kterém ji zve večer na rande do kasina Dortmayer. Pepi se vzápětí pohádá s Josefem a proto se rozhodne dostavit se na rande s hrabětem.
Hraběnka by si s manželem ráda vyjasnila manželské vztahy. Franzi chce od hraběte vysvětlení, kdo byla ona dáma v jejich domě. Obě by s ním navíc chtěly také jít večer k Dortmeyerovi, kde se rýsuje dobrá zábava. Aby se hrabě Zedlau vymluvil, vymyslí si, že musí večer řešit státní záležitosti s Ypsteinem.
Ypstein, který hraběnku stále považuje za Zedlauovu milenku, ji přesvědčuje, aby hraběte opustila. Ta ve snaze pomstít se manželovi začne Ypsteina svádět. Pořadatel kongresu však hraběnku zná a veřejně jí děkuje za účast, čímž odhalí před Ypsteinem její pravou totožnost. Na to Ypstein začne koketovat s Franzi.

### III. dějství
Hrabě Zedlau čeká v parku kasina Dortmeyer na Pepi a odvede ji do separée. Pepi jeho svádění odolává, protože stále miluje Josefa a pozvání hraběte přijala pouze z trucu.
K Dortmeyerovi přijde i hraběnka Franzi, neboť od začátku nevěřila, že Zedlau chce opravdu večer pracovat a tuší, že hrabě chce tam přijít s nějakou jinou dámou. Franci přichází v doprovodu Ypsteina a hraběnka s Josefem.
Hraběte se jim podaří přistihnout. Pepi se nejprve udobří s Josefem, neboť jej stále miluje. Franci již ochotně přijala dvoření Ypsteina a záletnickému hraběti tak vlastně ani nezbývá, než se vrátit k manželce. Láska přece musí zvítězit a všechny úlety a nedorozumění se připisují jen horké "Vídeňské krvi".